# Краснохолм
Краснохо́лм (рос. Краснохолм) — село у складі Оренбурзького міського округу Оренбурзької області, Росія.

## Населення
Населення — 5806 осіб (2010; 6075 у 2002).
Національний склад (станом на 2002 рік):
- росіяни — 84 %